# جولي فريمان
جولي فريمان (بالإنجليزية: Julie Freeman)‏ هو لاعب كرة قاعدة أمريكي، ولد في 7 نوفمبر 1868 في ميزوري في الولايات المتحدة، وتوفي في 10 يونيو 1921 في سانت لويس في الولايات المتحدة.

## وصلات خارجية
- جولي فريمان على موقعبيزبول رفرنس.كوم (الدوري الرئيسي) (الإنجليزية)